# Казалекио ди Рено
Казалѐкио ди Рѐно (на италиански: Casalecchio di Reno, на местен диалект Caṡalàcc, Казалач) е град и община в северна Италия, провинция Болоня, регион Емилия-Романя. Разположен е на 61 m надморска височина. Населението на общината е 35 300 души (към 2013 г.).